# Dalhem (België)
Dalhem is een plaats en gemeente in de provincie Luik, België. Dalhem ligt voorts in het Land van Herve. De gemeente telt ruim 7.000 inwoners.

## Kernen
De fusiegemeente telt naast het centrum nog zeven deelgemeenten, het gemeentehuis bevindt zich in deelgemeente Berneau.

### Deelgemeenten
| # | Naam        | Opp. (km²) | Inwoners (2020) | Inwoners per km² | NIS-code |
| - | ----------- | ---------- | --------------- | ---------------- | -------- |
| 1 | Dalhem      | 2,24       | 1.375           | 613              | 62027A   |
| 2 | Feneur      | 1,40       | 536             | 384              | 62027B   |
| 3 | Bolbeek     | 5,33       | 885             | 166              | 62027C   |
| 4 | Berneau     | 3,23       | 905             | 280              | 62027D   |
| 5 | Weerst      | 8,43       | 1.806           | 214              | 62027E   |
| 6 | Neufchâteau | 8,73       | 884             | 101              | 62027F   |
| 7 | Mortroux    | 3,13       | 556             | 178              | 62027G   |
| 8 | Saint-André | 3,62       | 570             | 158              | 62027H   |

## Naam
De naam Dalhem is van Oudnederlandse oorsprong en betekent "woonplaats (heem) in het dal"; van de rivier de Berwijn. Dalhem werd overeenkomstig 's-Gravenvoeren ook wel 's-Gravendal(hem) genoemd.

## Geschiedenis
Al in 1080 werd in Dalhem een burcht gebouwd op een hoge rots, waar de rivier de Berwijn en de Bolland samenvloeiden. Vanaf de 12e eeuw maakte Dalhem haar eerste grote ontwikkeling mee, doordat enkele ‘heren van Voeren’ in 1180 naar Dalhem begonnen te verhuizen en zich ‘heren van Dalhem’ begonnen te noemen. Vervolgens gingen hun goederen over naar de graaf van Hochstaden, waardoor Dalhem een graafschap werd. De plaats Dalhem groeide hierbij uit tot bestuurlijk centrum en kern van het graafschap Dalhem, naast 's-Gravenvoeren (het oorspronkelijke Voeren), waar de juridische macht zetelde. In 1244 verloor het definitief zijn zelfstandigheid en viel sindsdien indirect onder het hertogdom Brabant.
Nadat de hertog in 1239 de laatste graaf van Dalhem, Dirk van Hochstaden, had verslagen werd in 1244 een verdrag gesloten, waarbij Dirk van Hochstaden Dalhem voorgoed aan Brabant overliet. Voortaan zou een slotvoogd of drossaard er in naam van de hertog het bewind voeren. Samen met Valkenburg en Rolduc werd Dalhem voortaan in de officiële stukken aangeduid als de 'Landen van Overmaas'. Hiertoe werd ook soms Limburg gerekend, waardoor de vier landjes tezamen de titel 'Provincie Limburg' ontvingen. Tot de opheffing van het graafschap Dalhem in 1797 was het stadje Dalhem verder de hoofdplaats van het graafschap en de hoofdplaats van een van de Dalhemse schepenbanken. Het graafschap Dalhem was een van de Landen van Overmaas.

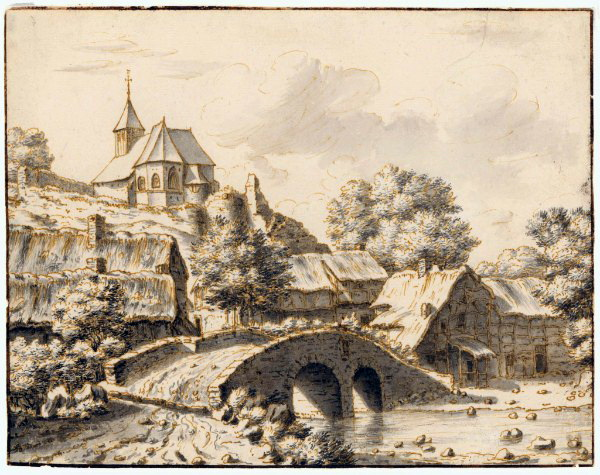
Dalhem (V. Klotz, ca. 1670)

In 1648 werden de Nederlanden opgedeeld in een Spaans en een Staats gedeelte. Op 26 december 1661 gingen daarmee onder andere het kasteel en plaats Dalhem ten gevolge van het Partagetraktaat (delingsverdrag) tussen de Republiek der zeven Verenigde Nederlanden en Spanje deel uitmaken van het Staatse deel van het Graafschap Dalhem (Staatse Partage). Economisch waren vooral de kolenmijnen rondom Dalhem van belang voor de Nederlanders, terwijl de plaats zelf door haar burcht een goed militair steunpunt bood tegen de vijand. In 1665 bouwde Robert van Ittersum het gemeentehuis in Dalhem, waarop tegenwoordig nog steeds een wapen van Nassau, met de leeuw, boven de poort aanwezig is. Het gemeentehuis zelf onderging meerdere renovaties doorheen de tijd (1840, 1927).
Op 8 november 1785 sloten Oostenrijk en de Staten-Generaal het Verdrag van Fontainebleau, waarbij een groot deel van het graafschap Dalhem, waaronder het stadje Dalhem, door de Staten-Generaal aan Oostenrijk werd afgestaan in ruil voor delen van Oostenrijks Valkenburg. Dalhem werd hierdoor een deel van de Zuidelijke Oostenrijkse Nederlanden. Voor veel inwoners was dit een bevrijding. Het protestantisme legde immers te hoge eisen op aan de katholieke bevolking.
Net als de rest van het graafschap, in zoverre het gelegen was in de Oostenrijkse Nederlanden, werd Dalhem in 1795 bij de annexatie van de Zuidelijke Nederlanden door de Franse Republiek in 1797 opgenomen in het nieuw gevormde departement Ourthe; welk later in de tijd van de Verenigde Nederlanden werd omgevormd tot de provincie Luik.

### Situatie in 1830
Bij de onafhankelijkheid van België inventariseerde geograaf Philippe Vandermaelen in dit dorp 194 woningen (waarvan 170 in het centrum),  een kerk, een molen, twee brouwerijen, een lakenfabriek en een spinnerij. Er waren 1131 inwoners. Het inventaris omvat verder details over de natuurlijke omgeving, bodems, landbouwproductie en veestapel. Ook het wegennetwerk van toen is beschreven: enkel kleine wegjes die onbruikbaar zijn tijdens de winter.

## Bezienswaardigheden
Het dorp als geheel is bezienswaardig, mede door de grote niveauverschillen.
- Sint-Pancratiuskerk
- Overblijfselen van het kasteel
- Overblijfselen van de bovenste stadspoort, gelegen aan beide zijden van de Rue Général Thys, nabij nummer 64.
- Wichet de la Rose
- Moulin Henrard, watermolen op de Bolland
- Tunnel van Dalhem, vroegere buurtspoorwegtunnel onder Dalhem, vanaf 2020 wandel- en fietstunnel[2]
- Diverse historische huizen en boerderijen.

Zie ook
- Lijst van beschermd erfgoed in Dalhem

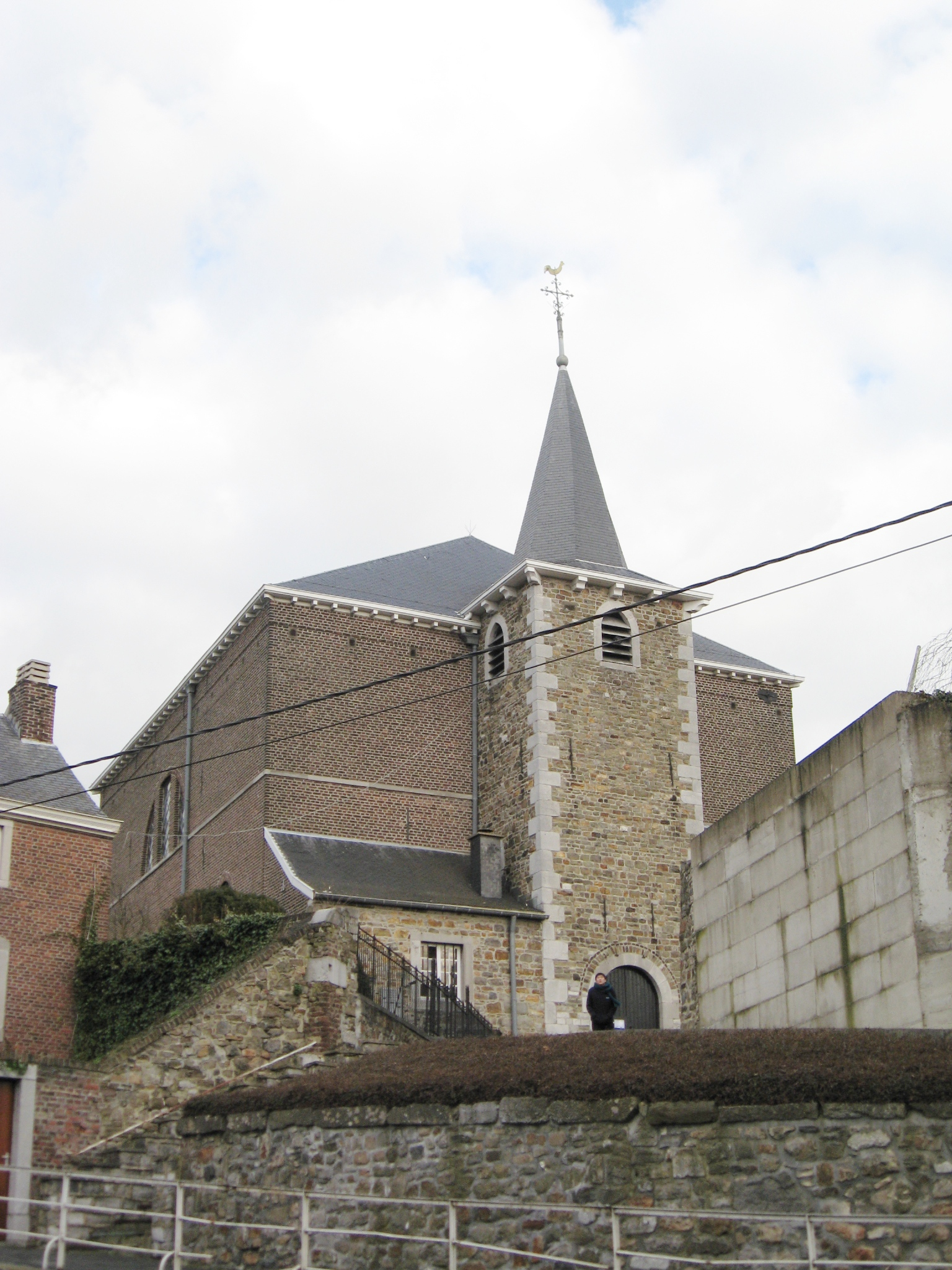
De Sint-Pancratiuskerk
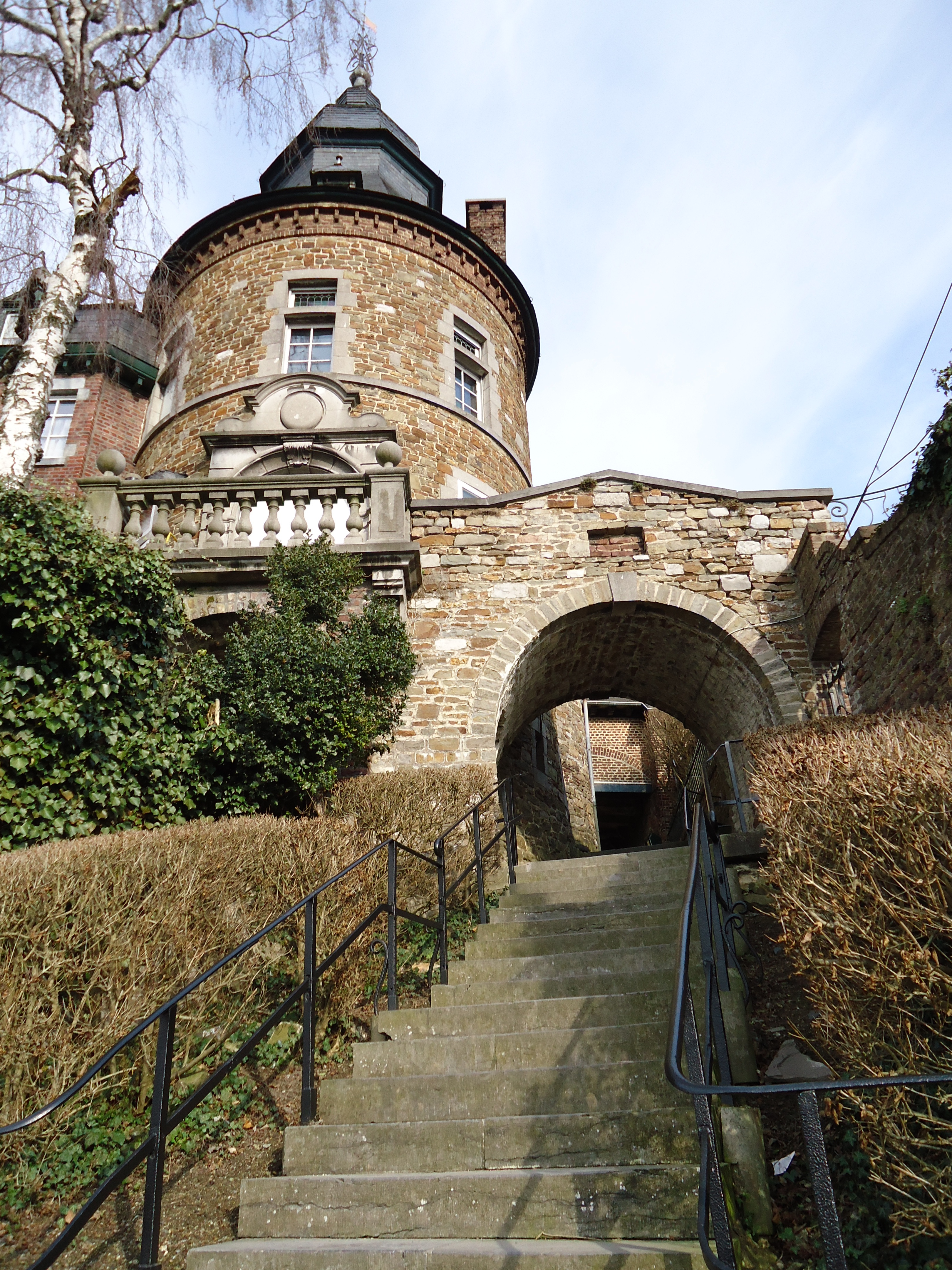
Wichet de la Rose
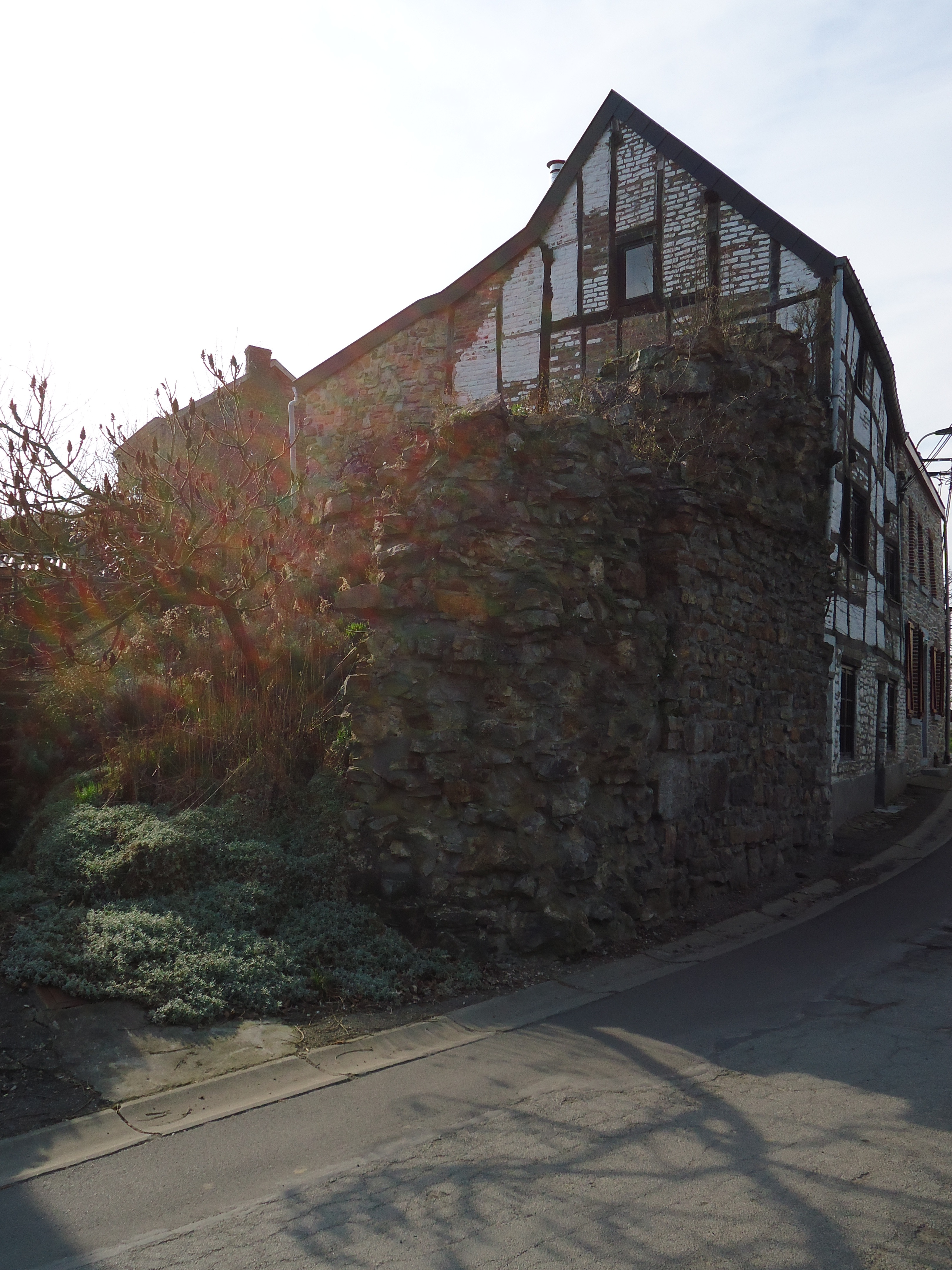
Resten van de bovenste stadspoort
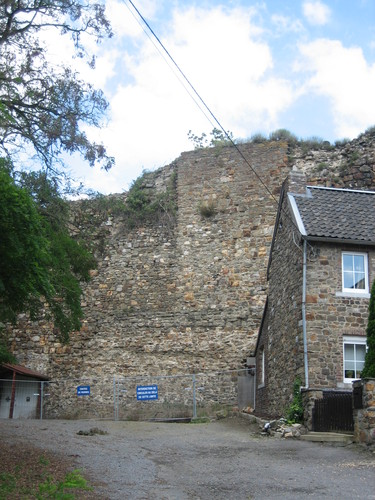
Kasteelruïne
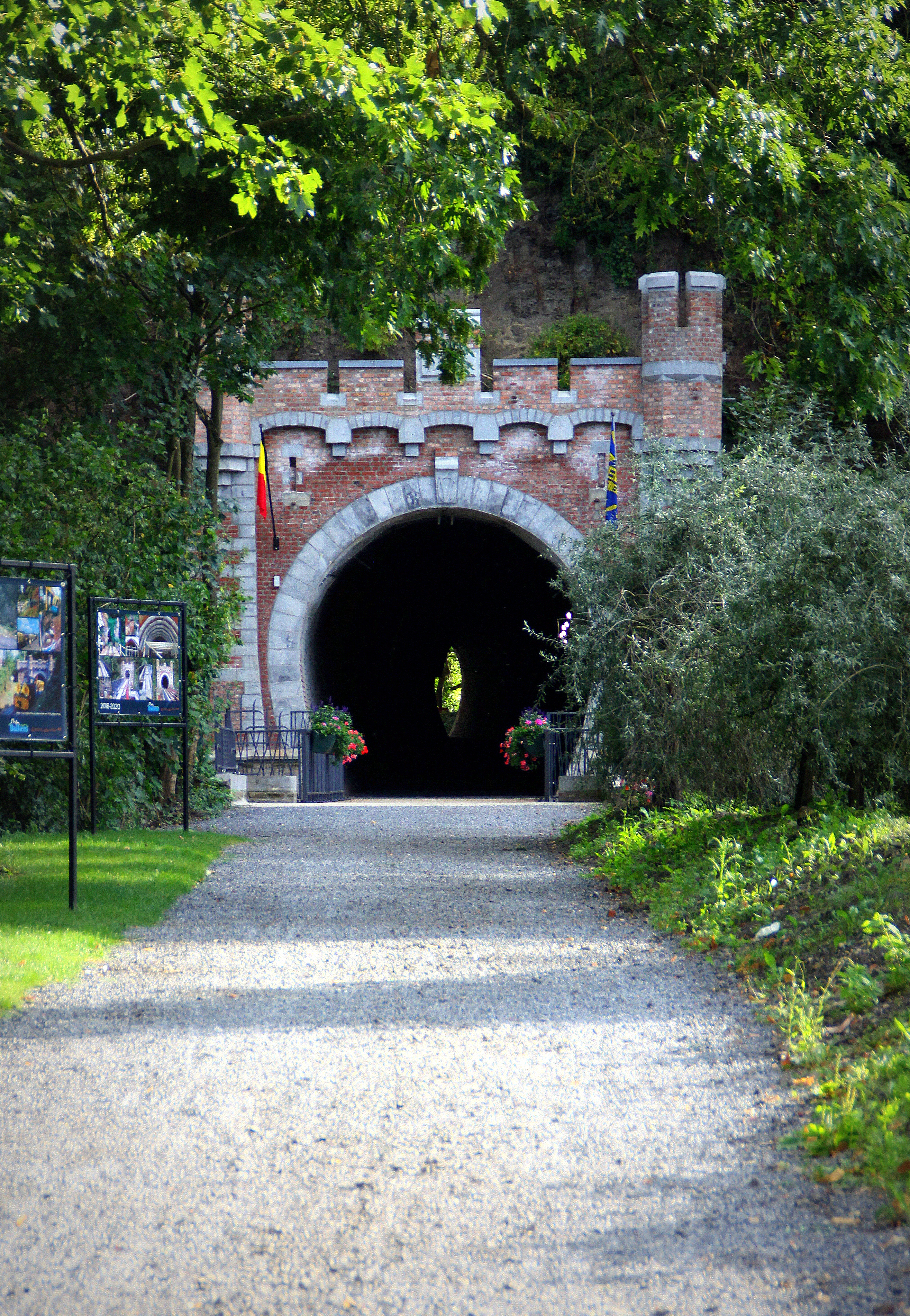
Spoorwegtunnel, nu wandel- en fietsroute

## Natuur en landschap
Dalhem ligt in het dal van de Berwijn op een hoogte van ongeveer 130 meter, ter plaatse van de samenvloeiing met de Ruisseau de Bolland. Nabij de Berwijn ligt het kasteel en de bovenstad, westelijk daarvan de benedenstad, enkele tientallen meter lager. Dalhem ligt in het Land van Herve.

## Taal
Oorspronkelijk werd er in de plaats Dalhem en ook in het gebied van de huidige gemeente Dalhem voornamelijk Platdiets, een variant van het Limburgs, gesproken. In het aan de Voerstreek grenzende Weerst (Warsage) is het Platdiets echter geheel verdwenen. Bij de vaststelling van de taalgrens is Dalhem, onder meer op basis van omstreden talentellingen, in 1963 toegekend aan het Franstalige Wallonië. De gemeente behoort thans tot het Franstalige gebied en kent geen taalfaciliteiten.

## Demografische ontwikkeling

### Demografische evolutie voor de fusie
- Bron:NIS - Opm:1831 t/m 1970=volkstellingen op 31 december

### Demografische ontwikkeling van de fusiegemeente
Alle historische gegevens hebben betrekking op de huidige gemeente, inclusief deelgemeenten, zoals ontstaan na de fusie van 1 januari 1977.
- Bronnen:NIS, Opm:1831 tot en met 1981=volkstellingen; 1990 en later= inwonertal op 1 januari

| Inwoners van jaar tot jaar op 1 januari 1992 tot heden | Inwoners van jaar tot jaar op 1 januari 1992 tot heden | Inwoners van jaar tot jaar op 1 januari 1992 tot heden |
| jaar                                                   | Aantal                                                 | Evolutie: 1992=index 100                               |
| ------------------------------------------------------ | ------------------------------------------------------ | ------------------------------------------------------ |
| 1992                                                   | 5.880                                                  | 100,0                                                  |
| 1993                                                   | 5.934                                                  | 100,9                                                  |
| 1994                                                   | 5.939                                                  | 101,0                                                  |
| 1995                                                   | 5.996                                                  | 102,0                                                  |
| 1996                                                   | 6.013                                                  | 102,3                                                  |
| 1997                                                   | 6.046                                                  | 102,8                                                  |
| 1998                                                   | 6.060                                                  | 103,1                                                  |
| 1999                                                   | 6.117                                                  | 104,0                                                  |
| 2000                                                   | 6.145                                                  | 104,5                                                  |
| 2001                                                   | 6.207                                                  | 105,6                                                  |
| 2002                                                   | 6.292                                                  | 107,0                                                  |
| 2003                                                   | 6.326                                                  | 107,6                                                  |
| 2004                                                   | 6.324                                                  | 107,6                                                  |
| 2005                                                   | 6.422                                                  | 109,2                                                  |
| 2006                                                   | 6.486                                                  | 110,3                                                  |
| 2007                                                   | 6.585                                                  | 112,0                                                  |
| 2008                                                   | 6.649                                                  | 113,1                                                  |
| 2009                                                   | 6.805                                                  | 115,7                                                  |
| 2010                                                   | 6.805                                                  | 115,7                                                  |
| 2011                                                   | 6.891                                                  | 117,2                                                  |
| 2012                                                   | 6.996                                                  | 119,0                                                  |
| 2013                                                   | 7.083                                                  | 120,5                                                  |
| 2014                                                   | 7.083                                                  | 120,5                                                  |
| 2015                                                   | 7.225                                                  | 122,9                                                  |
| 2016                                                   | 7.280                                                  | 126,0                                                  |
| 2017                                                   | 7.331                                                  | 124,7                                                  |
| 2018                                                   | 7.412                                                  | 126,1                                                  |
| 2019                                                   | 7.408                                                  | 126,0                                                  |
| 2020                                                   | 7.517                                                  | 127,8                                                  |
| 2021                                                   | 7.601                                                  | 129,3                                                  |
| 2022                                                   | 7.649                                                  | 130,1                                                  |
| 2023                                                   | 7.666                                                  | 130,4                                                  |
| 2024                                                   | 7.712                                                  | 131,2                                                  |
| 2025                                                   | 7.711                                                  | 131,1                                                  |

## Politiek

### Burgemeesters
- -2012 Jean-Claude Dewez
- 2013-2024 Arnaud Dewez
- 2024 Ariane Polmans
- 2024-heden: Benoît Defauwes

### Resultaten gemeenteraadsverkiezingen sinds 1976
| Partij                                                | 10-10-1976 | 10-10-1976 | 10-10-1982 | 10-10-1982 | 9-10-1988 | 9-10-1988 | 9-10-1994 | 9-10-1994 | 8-10-2000 | 8-10-2000 | 8-10-2006 | 8-10-2006 | 14-10-2012 | 14-10-2012 | 14-10-2018 | 14-10-2018 | 13-10-2024 | 13-10-2024 |
| Stemmen / Zetels                                      | %          | 15         | %          | 17         | %         | 17        | %         | 17        | %         | 17        | %         | 17        | %          | 17         | %          | 19         | %          | 19         |
| ----------------------------------------------------- | ---------- | ---------- | ---------- | ---------- | --------- | --------- | --------- | --------- | --------- | --------- | --------- | --------- | ---------- | ---------- | ---------- | ---------- | ---------- | ---------- |
| PS1 / DalhemDemain2/ PS-ProgrèS3                      | 18,091     | 3          | 23,881     | 4          | 26,531    | 4         | 23,441    | 4         | 26,981    | 5         | 20,671    | 4         | 17,581     | 3          | 17,772     | 3          | 21,683     | 3          |
| UD1 / PRL-UD-C2 / PRL3 / PRL-MCC4 / MR5 / MaïeurA     | -          |            | 21,151     | 3          | 24,142    | 4         | 26,03     | 5         | 31,84     | 6         | 28,275    | 5         | 32,85      | 6          | 63,78A     | 13         | 78,32A     | 16         |
| PSC1 / L.282 / CARTEL3 / Cartel20064 / CDH5 / MaïeurA | 30,051     | 5          | 54,972     | 10         | 49,333    | 9         | 34,083    | 6         | 32,923    | 6         | 17,564    | 3         | 12,055     | 1          | 63,78A     | 13         | 78,32A     | 16         |
| ECOLO                                                 | -          |            | -          |            | -         |           | -         |           | 8,3       | 0         | 5,29      | 0         | -          |            | -          |            | -          |            |
| RW                                                    | 10,55      | 1          | -          |            | -         |           | -         |           | -         |           | -         |           | -          |            | -          |            | -          |            |
| UIC                                                   | 22,41      | 3          | -          |            | -         |           | -         |           | -         |           | -         |           | -          |            | -          |            | -          |            |
| UP                                                    | 18,91      | 3          | -          |            | -         |           | -         |           | -         |           | -         |           | -          |            | -          |            | -          |            |
| AUTRE                                                 | -          |            | -          |            | -         |           | 16,47     | 2         | -         |           | -         |           | -          |            | -          |            | -          |            |
| Renouveau                                             | -          |            | -          |            | -         |           | -         |           | -         |           | 28,22     | 5         | 37,56      | 7          | 18,45      | 3          | -          |            |
| Totaal stemmen                                        | 3118       | 3118       | 4221       | 4221       | 3839      | 3839      | 4075      | 4075      | 4280      | 4280      | 4566      | 4566      | 4837       | 4837       | 5185       | 5185       | 5130       | 5130       |
| Opkomst %                                             |            |            |            |            | 97,39     | 97,39     | 95,12     | 95,12     | 94,36     | 94,36     | 94,91     | 94,91     | 92,36      | 92,36      | 92,94      | 92,94      | 87,68      | 87,68      |
| Blanco en ongeldig %                                  | 2,12       | 2,12       | 17,46      | 17,46      | 4,17      | 4,17      | 4,96      | 4,96      | 4,04      | 4,04      | 3,46      | 3,46      | 3,58       | 3,58       | 3,95       | 3,95       | 3,53       | 3,53       |

## Geboren
- Albert Thys (1849-1915), koloniaal pionier
- Francis Rion (1933-2022), voetbalscheidsrechter

## Nabijgelegen kernen
Richelle, Feneur, Trembleur, Mortroux, Wezet, Bolbeek